# Rafael dos Santos
Rafael Uchona dos Santos (Tanabi, 19 de outubro de 1991) é um atleta brasileiro, especialista no salto em altura.
Foi campeão do Troféu Brasil Caixa de Atletismo 2011 em São Paulo. Em 26 de agosto de 2011 obteve a marca de 2,21 m, tornando-se o número 1 do ranking nacional da prova.
Integrou a delegação que disputou os Jogos Pan-Americanos de 2011, em Guadalajara, no México.